# Franz Xaver Remling

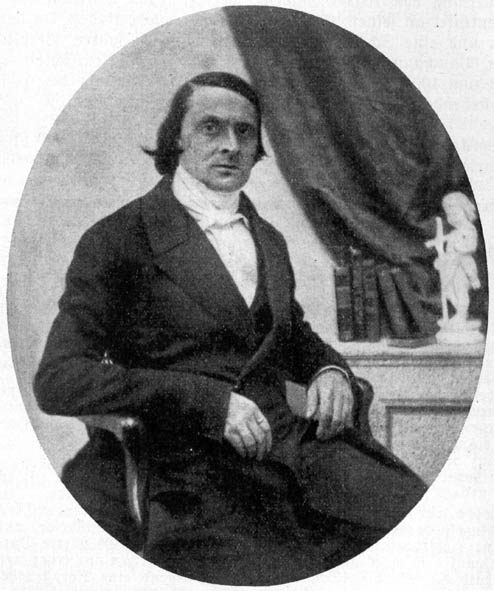
Franz Xaver Remling als Abgeordneter des Landrates der Pfalz, um 1848

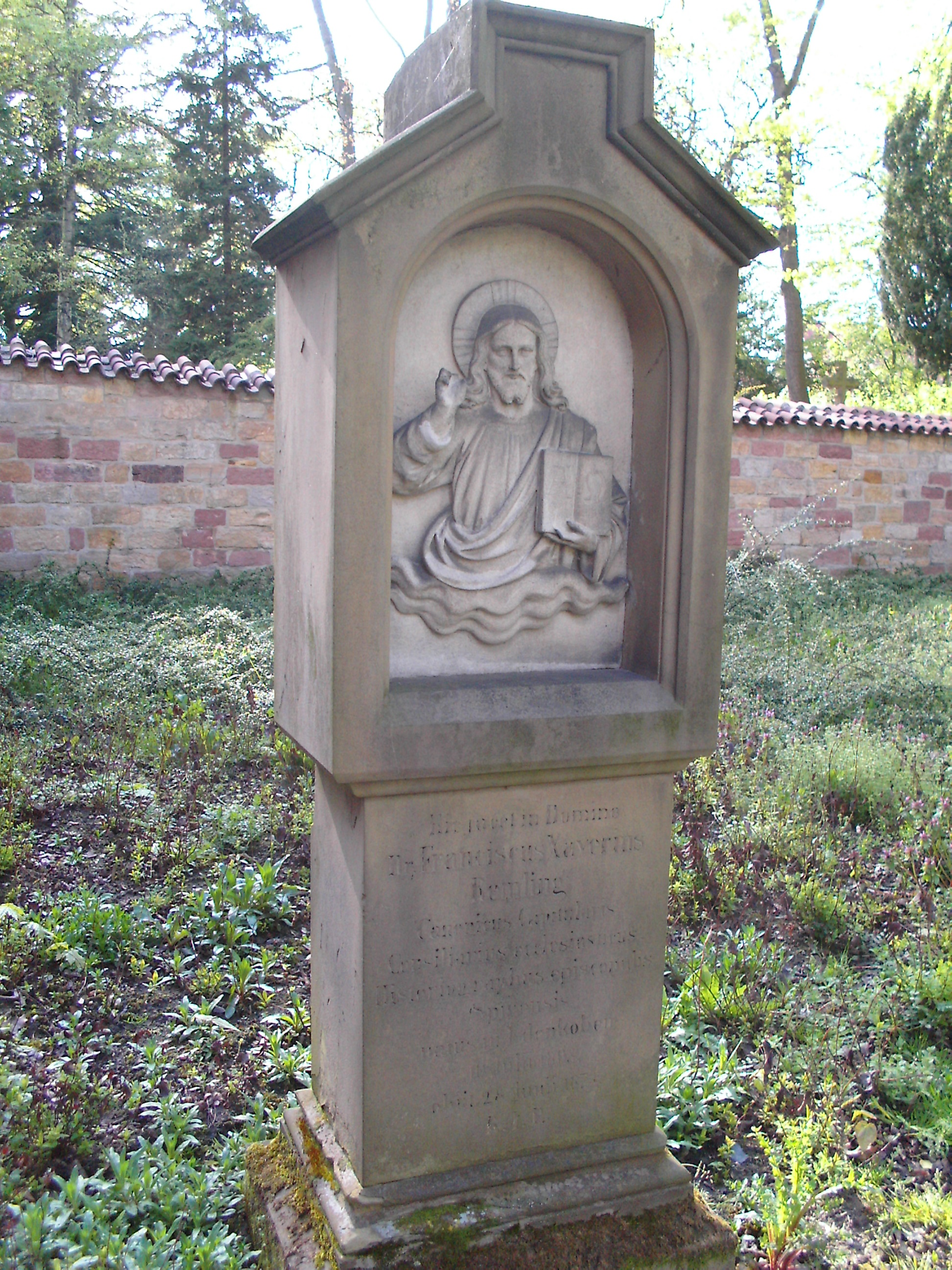
Franz Xaver Remling, Grabstein, Speyer, Domkapitelsfriedhof bei St. Bernhard, Sommer 2008

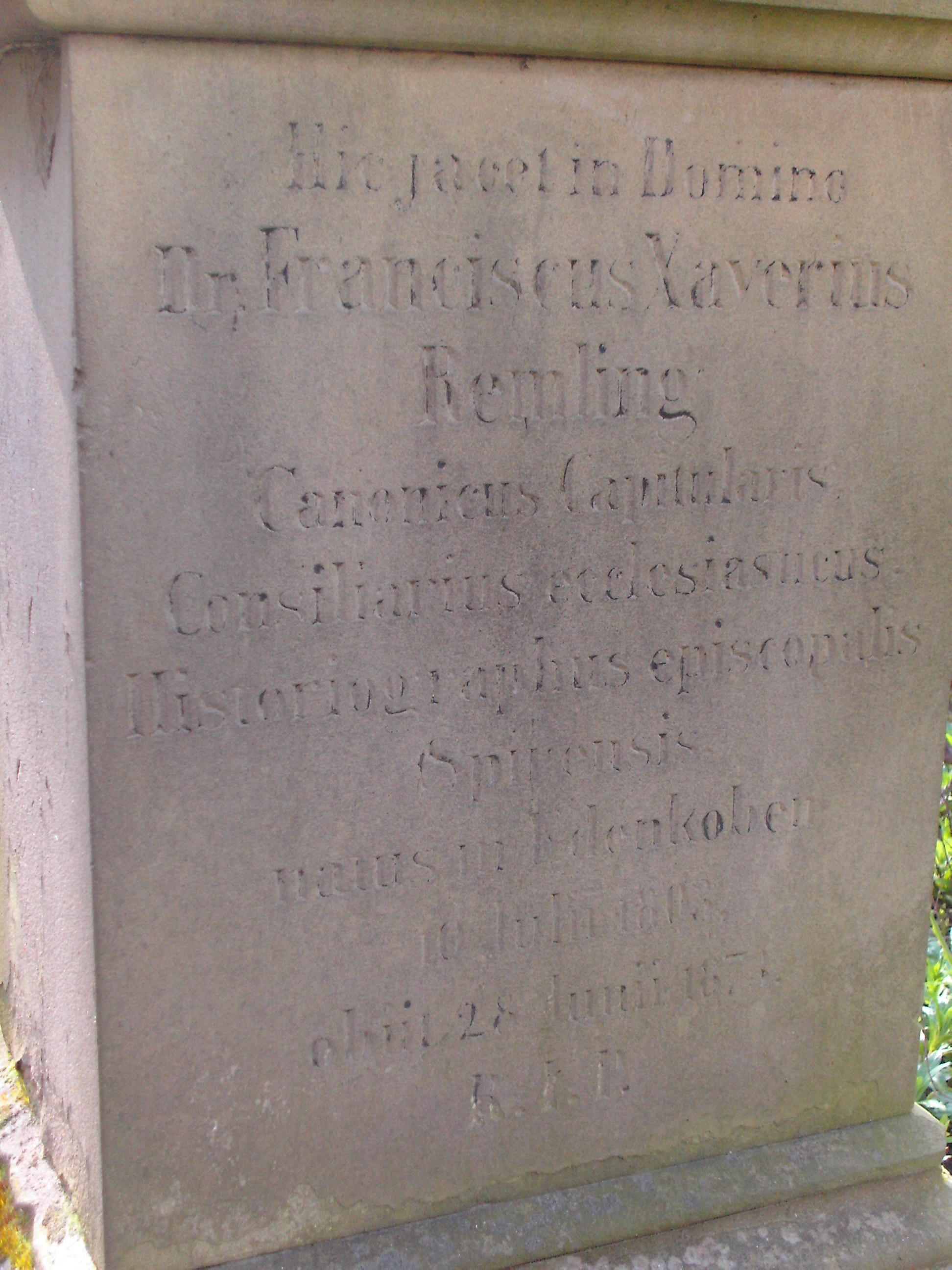
Grabinschrift

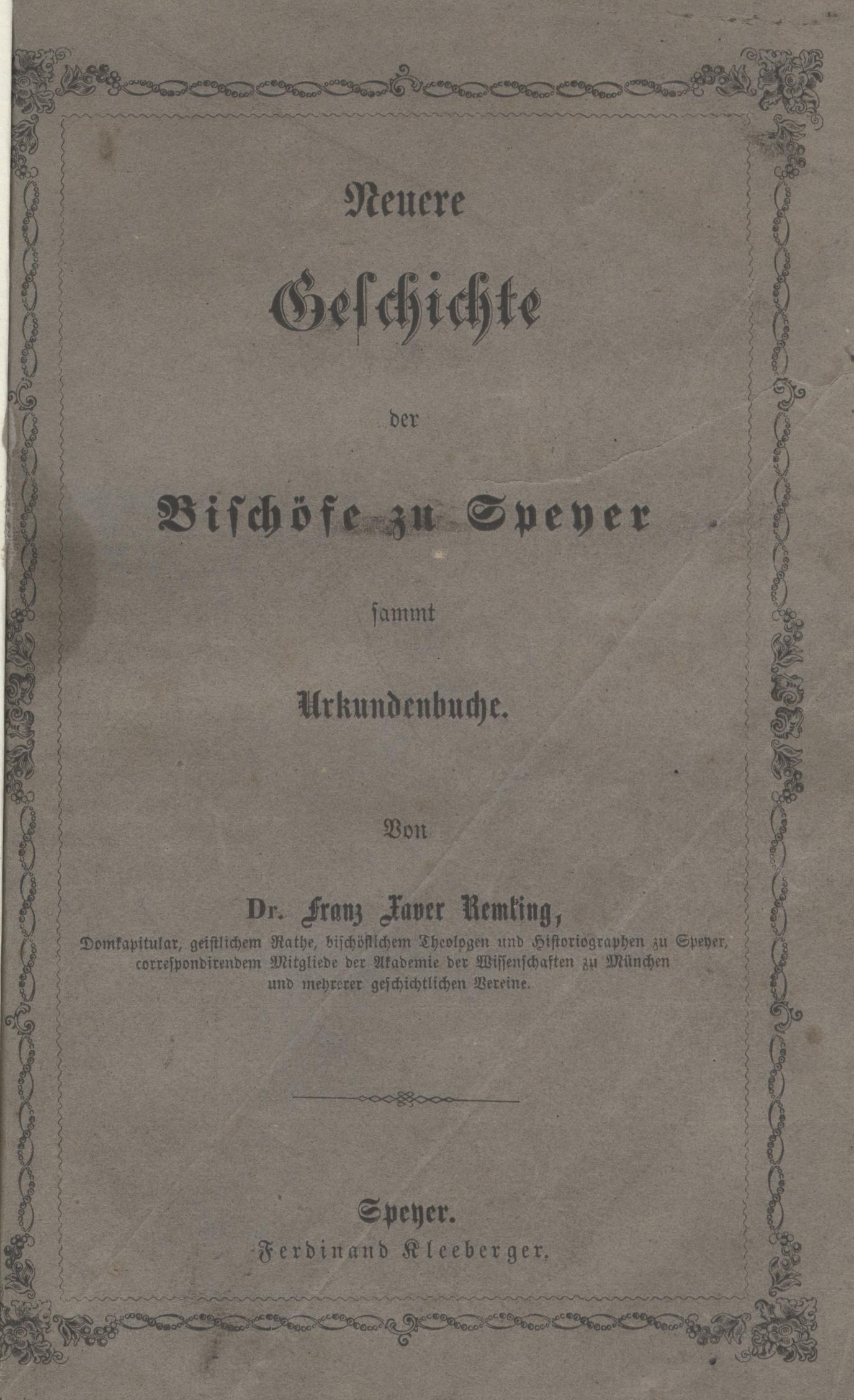
Franz Xaver Remling, Neuere Geschichte der Bischöfe zu Speyer, 1867

Franz Xaver Remling (* 10. Juli 1803 in Edenkoben; † 28. Juni 1873 in Speyer) war ein katholischer Priester, Bischöflicher Geistlicher Rat, Domkapitular der Diözese Speyer und Historiker.

## Leben
Franz Xaver Remling wurde in Edenkoben geboren als Sohn des Volksschullehrers Sebastian Remling und seiner Frau Maria Margaretha geb. Jung und besuchte ab 1819 das bischöfliche Gymnasium in Mainz, welches er 1823 mit dem Abitur abschloss. Danach folgte ein Theologiestudium in Mainz unter Bruno Franz Leopold Liebermann und in Aschaffenburg, wo er u. a. von Ignaz von Döllinger unterrichtet wurde, mit dem ihn eine bleibende Freundschaft verband. Remling empfing am 10. März 1827 in Würzburg die Priesterweihe. Noch im gleichen Monat kam der Neupriester als Kaplan nach Landau, aber schon am 7. August des laufenden Jahres berief ihn der Speyerer Bischof Johann Martin Manl zum Domvikar und zu seinem Sekretär.
1833 wurde Remling Pfarrer von Hambach, wo er bis 1852 in dieser Stellung verblieb. Zusätzlich war er Distriktsschulinspektor und gehörte seit 1846 auch dem Landrat der Pfalz an. Nach dem Tod von Domkapitular Bruno Würschmitt wurde er vom Speyerer Domkapitel, am 20. Januar 1852, als dessen Nachfolger auf dem 8. Kanonikat gewählt.
Zu dieser Zeit hatte er sich durch diverse Publikationen schon einen Namen als Historiker und Kenner der heimatlichen Kirchengeschichte gemacht. Bischof Nikolaus von Weis bestellte den neuen Domkapitular offiziell zum Geschichtsschreiber der Diözese Speyer und drückte dies in seiner Urkunde folgendermaßen aus: „Da Sie in Ihrem bisherigen seelsorgerischen Wirkungskreise, ungeachtet der vielen mit diesem Amte in einer großen Pfarrgemeinde verbundenen Arbeiten, mit unermüdlichem Fleiße und sehr lobenswertem Erfolge den Forschungen über die Bischöfe von Speyer sich gewidmet haben, und es Uns obliegt, Fürsorge zu treffen, daß auch für die Nachwelt, die unser Bisthum berührenden Begebenheiten unserer Zeit sorgfältig und treu aufgezeichnet werden, so übertragen Wir Ihnen das wichtige Amt eines Geschichtsschreibers des Bisthums Speyer.“ In dieser Funktion wirkte Franz Xaver Remling bis zu seinem Tode.
Franz Xaver Remling wurde auf dem alten Friedhof (jetzt Adenauerpark) von Speyer beigesetzt. Sein Grabstein befindet sich heute auf dem dortigen Domkapitelsfriedhof bei St. Bernhard.

## Ehrungen
- Die Bayerische Akademie der Wissenschaften in München ernannte ihn 1853 zu ihrem korrespondierenden Mitglied.
- Die Universität der Haupt- und Residenzstadt verlieh ihm 1856 das Ehrendoktorat in Philosophie.
- In Speyer und in seinem Geburtsort Edenkoben gibt es je eine Remlingstraße.

## Werk und Nachruhm
Franz Xaver Remling gilt neben Michael Frey (1788–1854) und Johann Georg Lehmann (1797–1876) als der bedeutendste pfälzische Historiker seiner Zeit. Besonders seine umfangreichen Werke zur pfälzischen Kirchengeschichte sind bis heute als Quellenwerke unentbehrlich. Davon ist die zweibändige Geschichte der Bischöfe zu Speyer (1852–1854) als Hauptwerk hervorzuheben, dem die Neuere Geschichte der Bischöfe zu Speyer, samt Urkundenbuche (1867) in nichts nachsteht. Bedeutend ist auch das profangeschichtliche Buch Die Rheinpfalz in der Revolutionszeit von 1792 bis 1798 (2 Bände, 1865–1866).

## Schriften
- Urkundliche Geschichte des Klosters Heilsbruck oberhalb Edenkoben, Mannheim 1832;
- Urkundliche Geschichte der ehemaligen Abteien und Klöster im jetzigen Rheinbayern, 2 Bde., Neustadt a.d.H. 1836, Neudruck München 1913 (Pfälzische Bibliothek, Bd. 1, 1–2), Nachdruck Pirmasens 1973;
- Die Maxburg bei Hambach, Mannheim 1844, Nachdruck Neustadt a.d.W. 1981;
- Urkundenbuch des Klosters Otterberg in der Rheinpfalz, Mainz 1845, zusammen mit Pf. Michael Frey herausgegeben;
- Das Reformationswerk in der Pfalz. Eine Denkschrift für die Heimath, sammt einem Umrisse der neuern pfälzischen Kirchengeschichte, Mannheim 1846, Nachdruck Speyer 1929;
- Das Hospital zu Deidesheim, Speyer 1847;
- Geschichte der Bischöfe zu Speyer, 2 Bde., Mainz 1852 und 1854, Nachdruck Pirmasens 1975 (Dazu: Orts-, Personen- und Sachregister, bearb. v. Jacob Lebon, Pirmasens 1976);
- Urkundenbuch zur Geschichte der Bischöfe zu Speyer. Bd. 1: Aeltere Urkunden. Kirchheim und Schott, Mainz 1852 (online bei Heidelberger historische Bestände – digital), ND Scientia, Aalen 1970, ISBN 3-511-04921-0, und Bd. 2: Jüngere Urkunden. Kirchheim, Mainz 1853 (online bei Heidelberger historische Bestände – digital), ND Scientia, Aalen 1970, ISBN 3-511-04922-9;
- Geschichte der Benediktiner-Probstei St. Remigiberg bei Cusel in der Rheinpfalz, urkundlich erläutert, München 1856;
- Der Retscher in Speyer, urkundlich erläutert, 2 Bde., Speyer 1858 und 1859;
- Der Speyerer Dom, zunächst über dessen Bau, Begabung, Weihe unter den Saliern. Eine Denkschrift zur Feier seiner achthundertjährigen Weihe, Mainz 1861;
- Die Rheinpfalz in der Revolutionszeit von 1792 bis 1798, 2 Bde., Speyer 1865 und 1866;
- Neuere Geschichte der Bischöfe zu Speyer, sammt Urkundenbuche, Speyer 1867, Nachdruck Pirmasens 1975;
- Nikolaus von Weis, Bischof zu Speyer, im Leben und Wirken, 2 Bde., Speyer 1871;
- Cardinal von Geissel, Bischof zu Speyer und Erzbischof zu Köln, im Leben und Wirken, sammt Urkundenbuche, Speyer 1873;
- Konrad Reither, Bischof von Speyer. Hinterlassenes Manuskript, hrsg. v. Jakob Baumann, Speyer 1910.